# Josef Rejsek (urolog)
Josef Rejsek (26. srpna 1892 Praha – 29. února 1936 tamtéž) byl český lékař-chirurg a urolog. Během první světové války se věnoval chirurgii u prof. Otakara Kukuly a na italském bojišti. V roce 1921 absolvoval stáž ve Francii a zaměřil se na urologii; po roce 1931 vybudoval jako první primář urologické oddělení v nemocnici na Bulovce, tehdy jediné svého druhu v Československu. Publikoval 27 odborných článků. Měl široké kulturní a sportovní zájmy. Byl oceňovaný jako výborný operatér a vyhledávaný učitel. Tragicky zahynul při autonehodě.

## Život

### Vzdělání a lékařská praxe
Narodil se 26. srpna 1892 v Praze-Vyšehradě jako syn Josefa Rejska, malíře a preparátora anatomického ústavu. Po svém otci zdědil umělecké nadání a vztah k medicíně. Absolvoval pražskou lékařskou fakultu a po promoci (23. června 1917) nastoupil do III. chirurgické skupiny u prof. Otakara Kukuly. Ještě téhož roku byl ale převelen na italskou frontu, kde strávil zbytek války. Roku 1919 se vrátil na Kukulovu kliniku jako operační elév.
V roce 1921 mohl díky stipendiu strávit rok v Paříži u prof. Félixe Legueu na klinice, vybudované prof. Félixem Guyonem (který krátce předtím zemřel). Francii v té době také procestoval a velice si ji oblíbil. Moderní urologické pracoviště na něj zapůsobilo tak, že se rozhodl po návratu prosazovat moderní poznatky do praxe i v Československu.
Stal se asistentem na I. chirurgické klinice a otevřel si urologickou ambulanci. Zároveň publikoval vědecké práce. Roku 1928 se habilitoval u prof. Arnolda Jiráska. Poté na určitou dobu odešel z univerzity do soukromé praxe.
Na podzim 1931 byl jmenován primářem nově zřizovaného urologického oddělení v nemocnici na Bulovce. Vytvořil tam v tehdejší době jediné pracoviště toho druhu v Československu. Mělo 35 lůžek a brzy si vytvořilo takový věhlas, že např. roku 1935 ošetřil dr. Rejsek s jedním asistentem 661 pacientů. Začal proto pracovat na rozšíření pavilonu, to se mu však již kvůli předčasnému úmrtí nepodařilo.

### Další zájmy
Vedle medicíny měl vždy blízko k umění. Již jako gymnazista navázal kontakt s kritikem Kamilem Fialou a dostal se do okruhu umělců kolem časopisu Moderní revue. V té době se také pokoušel o překlady a grafickou knižní výzdobu. Měl také zájem o ruční práci — např. ve své pracovně měl vlastnoručně intarzovaný stůl. Hrál také na housle a klavír a spoluzakládal spolek pro komorní hudbu.
V České Bělé, na statku svého švagra Jana Sajferta, pěstoval orchideje a alpiny.
Věnoval se také sportu — pořádal horské túry (např. v Bledu), plaval, lyžoval a hrál tenis.

### Autonehoda u Národního muzea a smrt
Rejsek byl příznivcem automobilismu. Pořídil si auto značky Renault a počátkem roku 1936 pro něj už čtyři roky jezdil řidič Josef Haušild, tehdy 28letý. 29. února odpoledne plánoval Rejsek odjet se skupinou známých na lyžování do Krkonoš. Požádal proto řidiče, aby ho z Bulovky odvezl domů a poté na Wilsonovo nádraží. Cestou nastoupila ještě paní Sigmundová, vdova po rentgenologovi Adolfu Sigmundovi (podle některých zpráv to měla být jeho snoubenka, Rejskův bratr Bohumír to ale popřel). Přijížděli od Škrétovy ulice, která se napojovala do Fochovy (dnes Vinohradská), odkud měli ihned odbočit vpravo do Hooverovy (dnes Wilsonova) k nádraží. Křižovatka Fochovy a Hooverovy byla v té době považována za jednu z nejnebezpečnějších v Praze, protože se tam sbíhaly tři směry aut, tři trati tramvají a přecházelo tu mnoho chodců. Aby mohl řidič auta odbočit z Fochovy do Hooverovy, musel při levostranném provozu přejet přes tramvajové koleje. Strážník, který řídil dopravu, dal znamení k odbočení dodávce, která jela před Rejskovým autem. Řidič Haušild se domníval, že pokyn platí i pro něj a rozjel se za ní. Nevšiml si ale, že mezitím již strážník změnil směr na přímý k Václavskému náměstí a že se za ním rychle blíží tramvaj číslo 11. Tramvaj, kterou tvořil jeden motorový a dva vlečné vozy, narazila levým bokem přední plošiny do pravé přední strany auta. Přitom motorový vůz vykolejil, tramvaj se roztrhla a zadní vozy tlačily Rejskovo auto kupředu, kde se ještě srazilo s protijedoucí tramvají. Při nárazu praskla v autě palivová nádrž a benzín se vzňal. Požár byl sice rychle uhašen, ale auto bylo podle svědků smáčknuté téměř na polovinu a oba cestující uvnitř, dr. Rejsek i paní Sigmundová, byli vážně zraněni. V nemocnici u dr. Rejska už jen konstatovali smrt, bezprostřední příčinou byla tržná rána plic a srdce a krvácení do hrudníku. Celkové následky nehody byly hrozivé — neřiditelný vykolejený motorový vůz pokračoval v jízdě po dlažbě, až se zastavil o pojízdnou prodejnu jízdenek, kterou otočil. Mimo dr. Rejska se zranilo 6 lidí těžce a 26 lehce, byť většinu úrazů neměl zřejmě za následek samotný náraz, ale panika, při které cestující z tramvaje rozbíjeli okna a vyskakovali.
Vyšetřování nehody bylo obtížné, protože ve výpovědích účastníků (oba řidiči) i svědků byly rozpory a nakonec se nepodařilo s jistotou potvrdit přesný průběh událostí. Soud, který probíhal na konci dubna 1937, ale konstatoval, že k chybě došlo na obou stranách. Rejskův řidič Haušild dostatečně nesledoval strážníka a vjel do cesty tramvaji. Řidič tramvaje Jaroslav Voborník (35 let) jel nepřiměřeně rychle, ačkoliv na tak složité křižovatce mohl předpokládat překážku; důkazem toho je, že tramvaj jela po zabrzdění 8 metrů ve smyku a 26 metrů po dlažbě. Oba tak projevili krajní lehkomyslnost a nedostatek svědomitosti a byli 30. dubna 1937 odsouzeni: Josef Haušild k 10 měsícům a Jaroslav Voborník k 7 měsícům tuhého vězení nepodmíněně pro přečin proti bezpečnosti života za okolností zvlášť nebezpečných.
Josef Rejsek byl pohřben zpopelněním ve strašnickém krematoriu 4. března 1936 za účasti řady lékařů včetně děkana Josefa Čančíka.

### Hodnocení
Josef Rejsek byl svými současníky vysoce ceněn jako výborný operatér a vyhledávaný učitel. Byl dobrý řečník a poutavý přednášející. Kolegové obdivovali také jeho pracovní elán a smysl pro detail, a to i pokud šlo o organizační činnost a administrativu. Jeho kartotéky, statistiky a grafy byly vždy pečlivě vedené a do činnosti svého oddělení vnesl pevný řád. Byl propagátorem francouzské chirurgie. Typická pro něj byla tvrdá specializovaná práce prováděná s radostí. Smrt mu zabránila stát se lékařem evropského jména. Stal se obětí moderního tempa, které miloval.

## Dílo
Rejsek byl autorem 27 vědeckých prací, převážně v odborných časopisech. Samostatně vyšly:
- Případ solitární cysty ledviny (1922)
- Příspěvek k pathologii a therapii kamenů močovodu (1924)

## Rodina a příbuzenstvo
- Otec Josef Rejsek (1860–1932) byl akademický malíř, preparátor anatomického ústavu v Praze a ilustrátor především lékařských a přírodovědeckých publikací[18]
- Bratr Bohumír Rejsek[18] (1891–1968) se stal lékařem-dermatovenerologem.[19]
- Sestra Božena (1889–??)[18] se roku 1913 provdala za statkáře Jana Sajferta[20] (1883–1953) z České Bělé, autora publikací o pěstování ovoce[21] a syna někdejšího politika Františka Sajferta[22] (1856–1911).